# James Hiroyuki Liao
James Hiroyuki Liao (* 6. Februar 1976 in Bensonhurst, Brooklyn, New York City, New York) ist ein US-amerikanischer Schauspieler und Synchronsprecher.

## Leben
Liao wurde am 6. Februar 1976 in Bensonhurst, New York City geboren. Sein Vater ist taiwanischer Herkunft, seine Mutter ist japanischer Abstammung. Er wuchs mit Englisch und Japanisch als Muttersprachen bilingual auf. Er besuchte bis 2004 die Graduiertenschule der Schauspielabteilung der Juilliard School, an der er seinen Bachelor of Arts in Drama erlangte. Danach lernte er das Schauspiel am Marjorie Ballentine Studio. Dort lernte er Amaury Nolasco kennen, mit dem er später gemeinsam in der Fernsehserie Prison Break spielte.
Sein Fernsehschauspieldebüt gab Liao 2004, als er in den Fernsehserien Law & Order und CSI: Miami als Episodendarsteller auftrat. 2006 gab er im Spielfilm Hard Luck sein Filmdebüt. 2008 verkörperte er im Film Management die Rolle des Al. 2011 war er im Film World Invasion: Battle Los Angeles in der Rolle des Steven Mottola zu sehen. Von 2013 bis 2016 stellte er in insgesamt 39 Episoden der Fernsehserie Unforgettable die Rolle des Jay Lee dar. Eine wiederkehrende Rolle stellte er zwischen 2019 und 2022 in der Fernsehserie Barry als Albert Nguyen dar. 2022 wirkte er in der Miniserie The Dropout mit. Anfang 2025 wurde bekannt, dass er die Rolle des Ipponmatsu, Inhaber eines Waffenladens, im Netflix Original One Piece spielen wird. Im selben Jahr spielte er im Film Star Trek: Sektion 31 und in Superman mit.

## Filmografie (Auswahl)
- 2004: Law & Order (Fernsehserie, Episode 14x22)
- 2004: CSI: Miami (Fernsehserie, Episode 2x23)
- 2005: Law & Order: Trial by Jury (Fernsehserie, Episode 1x04)
- 2006: Hard Luck
- 2007: Bones – Die Knochenjägerin (Bones, Fernsehserie, Episode 2x14)
- 2007–2008: CSI: Vegas (CSI: Crime Scene Investigation, Fernsehserie, 2 Episoden)
- 2008: Management
- 2008: The Shield – Gesetz der Gewalt (The Shield, Fernsehserie, Episode 7x05)
- 2008: Prison Break (Fernsehserie, 8 Episoden)
- 2010: 24 (Fernsehserie, 3 Episoden)
- 2010: All Signs of Death (Fernsehfilm)
- 2011: World Invasion: Battle Los Angeles (Battle: Los Angeles)
- 2011: Dr. House (House M.D., Fernsehserie, Episode 7x23)
- 2012: Applebaum (Fernsehfilm)
- 2013: Star Trek Into Darkness
- 2013: The Beating (Kurzfilm)
- 2013–2016: Unforgettable (Fernsehserie, 39 Episoden)
- 2016: Navy CIS: New Orleans (Fernsehserie, Episode 2x17)
- 2016: Four Stars (Fernsehfilm)
- 2016: Heartbeat (Fernsehserie, Episode 1x09)
- 2017: Preacher (Fernsehserie, Episode 2x04)
- 2017–2018: SEAL Team (Fernsehserie, 3 Episoden)
- 2018: Marvel’s Iron Fist (Iron Fist, Fernsehserie, Episode 2x01)
- 2018: Manifest (Fernsehserie, Episode 1x03)
- 2019–2022: Barry (Fernsehserie, 6 Episoden)
- 2020: Lost Girls
- 2021: Snake Eyes: G.I. Joe Origins
- 2021: Cowboy Bebop (Fernsehserie, Episode 1x01)
- 2022: The Dropout (Miniserie, 2 Episoden)
- 2022–2024: Blue Bloods – Crime Scene New York (Blue Bloods, Fernsehserie, 7 Episoden)
- 2023: Orphan Black: Echoes (Fernsehserie, 9 Episoden)
- 2024: Aus Mangel an Beweisen (Presumed Innocent, Fernsehserie, 5 Episoden)
- 2025: Star Trek: Sektion 31 (Star Trek: Section 31)
- 2025: Superman

## Synchronisationen (Auswahl)
- 2012: Frankenweenie (Animationsfilm)
- 2020: Ghost of Tsushima (Computerspiel)